# Ivo Padovan
Ivo Padovan (Blato, 1922. február 11. – Zágráb, 2010. december 19.), horvát orvos, a Horvát Tudományos és Művészeti Akadémia rendes tagja, alelnöke, majd elnöke, a Rákellenes Liga és a Daganatos Betegségek Központi Intézetének alapítója és klinikai audiometria és a plasztikai rekonstrukciós sebészet egyik létrehozója.

## Élete és munkássága
1922. február 11-én született a Korčula szigetén fekvő Blatóban, ott végezte az általános iskolát is. Dubrovnikban és Zágrábban járt gimnáziumba, majd a Zágrábi Egyetem Orvosi Karán tanult, ahol 1950-ben fül-orr-gégészetre szakosodott. 1952-től az Irgalmasnővérek Klinikai Kórházi Központjában dolgozott, 1966-tól 1988-ig az Orvosi Kar Fül-orr-gégészeti és Fej-nyaksebészeti Klinikájának vezetője volt. Számos klinikán tanult Franciaországban, Németországban, Ausztriában, Svájcban, Nagy-Britanniában, az USA-ban, Kanadában és Oroszországban.
A megszerzett ismereteket, tapasztalatokat igyekezett a lehető legjobban alkalmazni a klinikai munkában. A klinikai audiometria egyik megalapítója, rosszindulatú daganatok diagnosztizálásával és kezelésével, valamint a plasztikai-rekonstruktív sebészettel foglalkozott. Kidolgozott egy kísérleti projektet, amellyel 1966-ban megalapították Horvátországban a Rákellenes Ligát. Az 1968-ban Zágrábban megnyílt Tumorok és Hasonló Betegségek Központi Intézetének egyik alapítója. Az általa dolgozott projektek alapján készült el az AUDIOSTROB-PADOVAN készülék a légzőszervek diagnosztikájára és a hangképző szervek élettanára. A professzionális orvosi és általános egészségügyi problémák megoldásának kezdeményezőjeként és szervezőjeként 1961-ben társalapítója volt a Fül- és Légzőszervek Kutató- és Védőintézetének, valamint az első crikvenicai Thalassoterápiai és Légzőszervek Kezelési Intézetének.
Tagja volt számos rangos szakmai és tudományos szervezetnek az Egyesült Államokban, Nagy-Britanniában, Franciaországban és Svájcban, nyolc éven át tagja volt a Nemzetközi Rákellenes Liga Tanácsának is. 1975-ben társult, 1983-tól pedig rendes tagja a Horvát Tudományos és Művészeti Akadémia Orvostudományi Osztályának. 1989-től az Orvostudományi Osztály titkára, 1991-től 1997-ig alelnöke, két alkalommal, 1998-tól 2004-ig az Akadémia elnöke.

## Munkássága
Ivo Padovan több mint 120 tudományos és mintegy 200 szakmai közleményt és nyolc könyvet publikált a fül-orr-gégészet és a fej-nyaki plasztikai sebészet területén. Az Orvosi Enciklopédia, az Orvosi Lexikon és az Orvosi Szótár főszerkesztője, a Symposia Otorhinolaryngologica és a Libri Oncologici tudományos folyóiratok alapítója és főszerkesztője volt.

## Művei
- Otorinolaringologija (1982. – 1987.)
  - Svezak I: Kirurgija uha (1982.)
  - Svezak II.: Kirurgija nosa, paranazalnih šupljina i lica (1984.)
  - Svezak III.: Kirurgija usne šupljine, ždrijela, grla i vrata (1987.)

## Díjak, elismerések
Az orvosi és kutatási munkában elért kivételes érdemeiért 1993-ban életműdíjat kapott, az orrplasztika területén nyújtott munkásságáért pedig 1985-ben megkapta a Fül-orr-gégészek Világkongresszusának díját. Emellett a tudományban szerzett különleges érdemeiért 1995. május 28-án a megkapta horvát Danica rend Ruđer Bošković alakjával díszített kitüntetését.

## Emlékezete
2016-ban az Irgalmasnővérek Kórházában emlékszobrot állítottak Ivo Padovannak, melynek alkotója Kruno Bošnjak volt.

## Fordítás
Ez a szócikk részben vagy egészben  az   Ivo Padovan című horvát Wikipédia-szócikk ezen változatának fordításán alapul.  Az eredeti cikk szerkesztőit annak laptörténete sorolja fel. Ez a jelzés csupán a megfogalmazás eredetét és a szerzői jogokat jelzi, nem szolgál a cikkben szereplő információk forrásmegjelöléseként.